# Józef Edmund Stankiewicz
Józef Edmund Stankiewicz (ur. 14 listopada 1896 w Zbiersku) – major geograf Wojska Polskiego, kawaler Orderu Virtuti Militari.

## Życiorys
Urodził się 14 listopada 1896 w Zbiersku, w ówczesnym powiecie kaliskim guberni kaliskiej, w rodzinie Józefa, nauczyciela, i Pelagii z Rudnickich. W 1907 rozpoczął naukę w Kaliskiej Szkole Handlowej. Od 1910 działał w ruchu skautowym. W 1912, po śmierci ojca, zmuszony był wystąpić z piątej klasy i podjąć pracę zarobkową by utrzymać matkę i siostrę. Do 1914 pracę łączył z nauką w Wieczorowej Szkole Rysunkowej. W 1915 zdał egzamin z szóstej klasy w Gimnazjum w Iwanowo-Wozniesieńsku.
9 marca 1915 został powołany do armii rosyjskiej.
Służył w 27 Pułku Piechoty w Częstochowie. 3 maja 1922 roku został zweryfikowany w stopniu porucznika ze starszeństwem z 1 czerwca 1919 roku i 2318. lokatą w korpusie oficerów piechoty.
W 1924 był odkomenderowany z 27 pp na dwuletni kurs w Oficerskiej Szkole Topografów w Warszawie. 12 kwietnia 1927 został mianowany kapitanem ze starszeństwem z 1 stycznia 1927 i 8. lokatą w korpusie oficerów geografów.
Na stopień majora został mianowany ze starszeństwem z 1 stycznia 1936 i 3. lokatą w korpusie oficerów geografów. W marcu 1939 służył w Wydziale Kartograficznym Wojskowego Instytutu Geograficznego w Warszawie na stanowisku kierownika referatu map taktycznych.

## Ordery i odznaczenia
- Krzyż Srebrny Orderu Wojskowego Virtuti Militari nr 4717[11][12]
- Krzyż Walecznych dwukrotnie[11][13]
- Złoty Krzyż Zasługi[9]
- Medal Pamiątkowy za Wojnę 1918–1921[4]
- Medal Dziesięciolecia Odzyskanej Niepodległości[4]